# NHL Plus/Minus Award
Il NHL Plus-Minus Award è stato un premio istituito dalla National Hockey League e consegnato al giocatore che, avendo disputato almeno 60 partite, avesse guidato la classifica della lega nella statistica dei plus/minus." A differenza degli altri premi della NHL questo è soggetto a sponsorizzazioni, e nel corso degli anni ha cambiato per cinque volte il proprio nome. Prima dell'istituzione del trofeo Bobby Orr guidò per 6 volte la lega nella statistica dei plus-minus, mentre Wayne Gretzky vanta il maggior numero di trofei vinti, 3, ai quali si aggiunge un altro titolo precedente alla creazione del premio. Il torneo non fu più assegnato ufficialmente dopo la stagione 2007-08.

## Storia
La statistica dei plus/minus fu introdotta nella NHL per la prima volta nella stagione 1967–68. Tale statistica riflette le abilità dei giocatori di contribuire sia nel settore difensivo che in quello offensivo. Il trofeo fu consegnato per la prima volta al termine della stagione 1982-83. Dal 1983 al 1988 fu noto come "Emery Edge Award". Dopo un anno senza sponsor il trofeo dal 1990 al 1996 fu presentato come "Alka-Seltzer Plus Award". Dal 1997 al 1998 assunse il nome di "Bud Ice Plus-Minus Award". Dal 1999 invece assunse la denominazione ancora in uso di "Bud Light Plus-Minus Award".
Dalla creazione del premio per quattro volte esso è stato assegnato a giocatori degli Edmonton Oilers e dei Detroit Red Wings, mentre con tre vittorie vi sono i Calgary Flames, i Colorado Avalanche, i Philadelphia Flyers, i St. Louis Blues e i Boston Bruins. Da quando la lega ha iniziato a tener conto della statistica del plus/minus i giocatori dei Boston Bruins hanno guidato la lega per 10 volte, seguiti a 5 dagli Edmonton Oilers e a 4 da Detroit Red Wings, Montreal Canadiens e Philadelphia Flyers. Il giocatore ad aver vinto il maggior numero di volte è Wayne Gretzky con tre successi personali, mentre con due vittorie ci sono John LeClair e Chris Pronger. Prima dell'istituzione del premio Bobby Orr guidò le statistiche del plus/minus per sei campionati.

## Vincitori

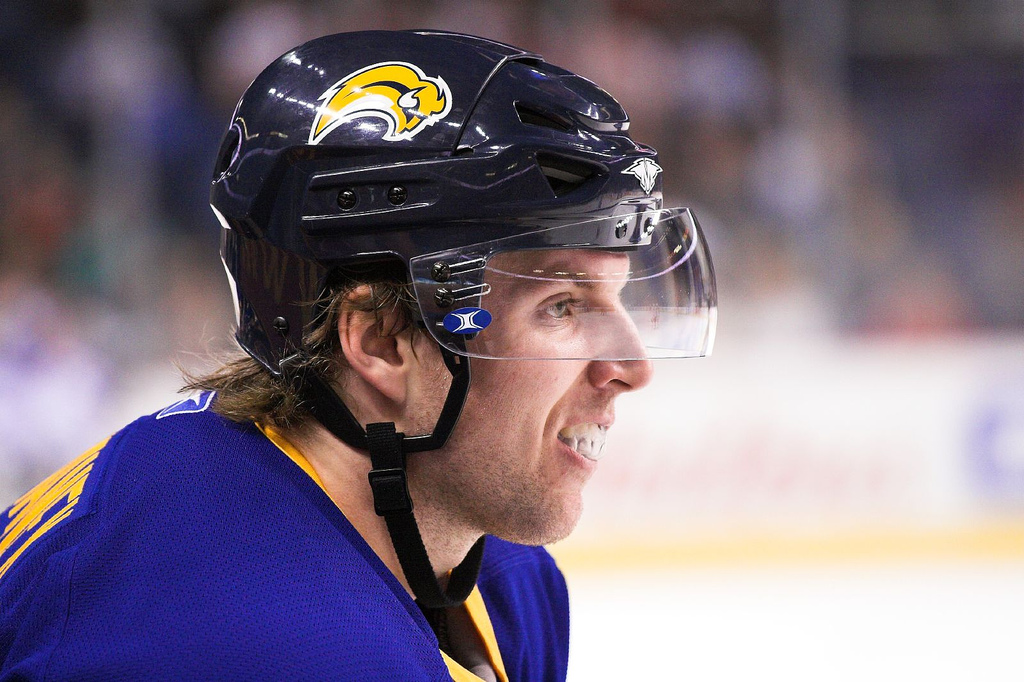
Thomas Vanek, una volta vincitore

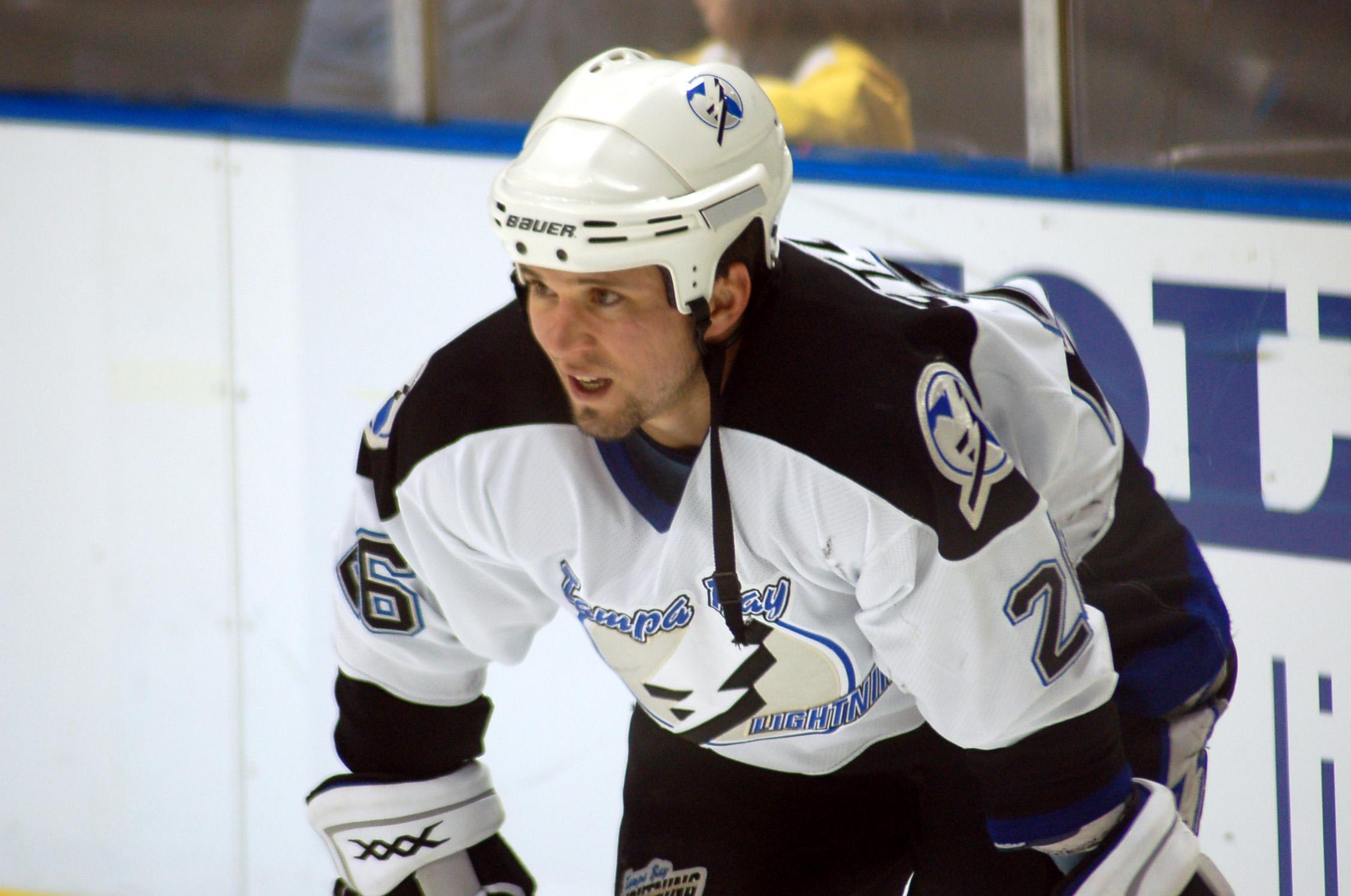
Martin St. Louis, una volta vincitore

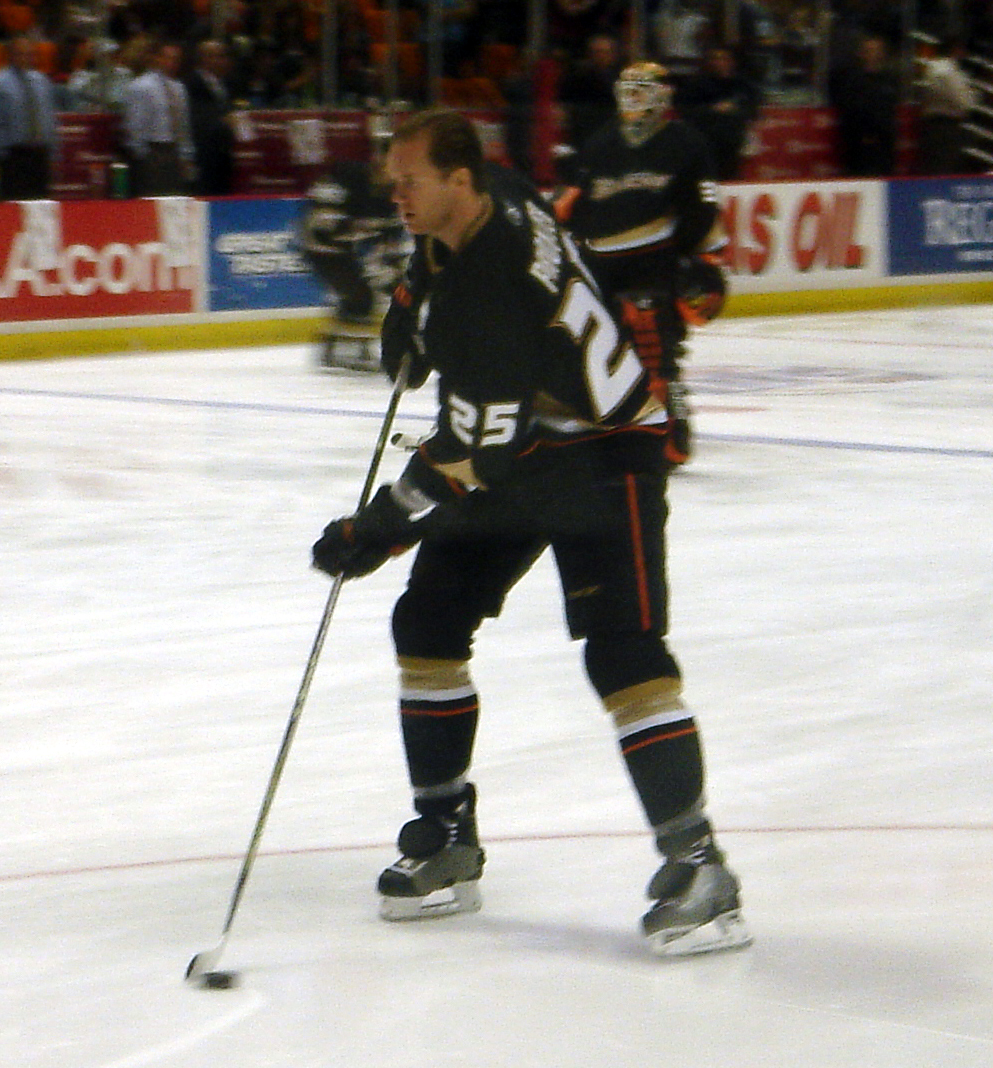
Chris Pronger, due volte vincitore

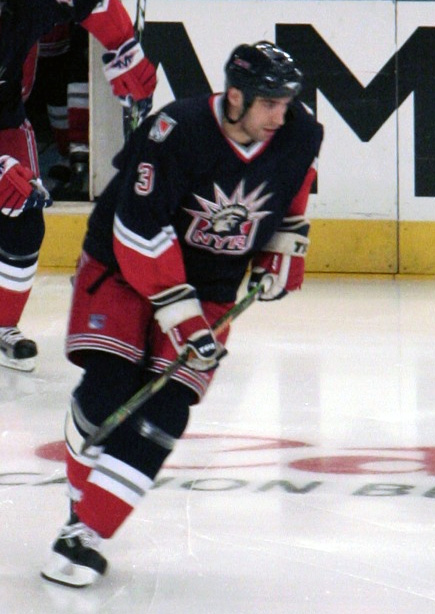
Michal Rozsíval, una volta vincitore

| C | Centro | AD | Ala destra | AS | Ala sinistra | D | Difensore | P | Portiere |

     Giocatore ancora in attività nella NHL.
| Stagione  | Giocatore                            | Squadra                              | Posizione                            | Plus/minus                           | Vittoria # |
| --------- | ------------------------------------ | ------------------------------------ | ------------------------------------ | ------------------------------------ | ---------- |
| 1982-83   | Charlie Huddy                        | Edmonton Oilers                      | D                                    | +63                                  | 1          |
| 1983-84   | Wayne Gretzky                        | Edmonton Oilers                      | C                                    | +76                                  | 1          |
| 1984-85   | Wayne Gretzky                        | Edmonton Oilers                      | C                                    | +98                                  | 2          |
| 1985-86   | Mark Howe                            | Philadelphia Flyers                  | D                                    | +85                                  | 1          |
| 1986-87   | Wayne Gretzky                        | Edmonton Oilers                      | C                                    | +70                                  | 3          |
| 1987-88   | Brad McCrimmon                       | Calgary Flames                       | D                                    | +48                                  | 1          |
| 1988-89   | Joe Mullen                           | Calgary Flames                       | A                                    | +51                                  | 1          |
| 1989-90   | Paul Cavallini                       | St. Louis Blues                      | D                                    | +38                                  | 1          |
| 1990-91   | Marty McSorley                       | Los Angeles Kings                    | D                                    | +48                                  | 1          |
| 1990-91   | Theoren Fleury                       | Calgary Flames                       | AD                                   | +48                                  | 1          |
| 1991-92   | Paul Ysebaert                        | Detroit Red Wings                    | AS                                   | +44                                  | 1          |
| 1992-93   | Mario Lemieux                        | Pittsburgh Penguins                  | C                                    | +55                                  | 1          |
| 1993-94   | Scott Stevens                        | New Jersey Devils                    | D                                    | +53                                  | 1          |
| 1994-95   | Ron Francis                          | Pittsburgh Penguins                  | C                                    | +30                                  | 1          |
| 1995-96   | Vladimir Konstantinov                | Detroit Red Wings                    | D                                    | +60                                  | 1          |
| 1996-97   | John LeClair                         | Philadelphia Flyers                  | AS                                   | +44                                  | 1          |
| 1997-98   | Chris Pronger                        | St. Louis Blues                      | D                                    | +47                                  | 1          |
| 1998-99   | John LeClair                         | Philadelphia Flyers                  | AS                                   | +36                                  | 2          |
| 1999-2000 | Chris Pronger                        | St. Louis Blues                      | D                                    | +52                                  | 2          |
| 2000-01   | Patrik Eliáš                         | New Jersey Devils                    | AS                                   | +45                                  | 1          |
| 2000-01   | Joe Sakic                            | Colorado Avalanche                   | C                                    | +45                                  | 1          |
| 2001-02   | Chris Chelios                        | Detroit Red Wings                    | D                                    | +40                                  | 1          |
| 2002-03   | Peter Forsberg                       | Colorado Avalanche                   | C                                    | +52                                  | 1          |
| 2002-03   | Milan Hejduk                         | Colorado Avalanche                   | AD                                   | +52                                  | 1          |
| 2003-04   | Martin St. Louis                     | Tampa Bay Lightning                  | AD                                   | +35                                  | 1          |
| 2003-04   | Marek Malík                          | Vancouver Canucks                    | D                                    | +35                                  | 1          |
| 2004–05   | Premio non assegnato per il lockout. | Premio non assegnato per il lockout. | Premio non assegnato per il lockout. | Premio non assegnato per il lockout. |            |
| 2005-06   | Wade Redden                          | Ottawa Senators                      | D                                    | +35                                  | 1          |
| 2005-06   | Michal Rozsíval                      | New York Rangers                     | D                                    | +35                                  | 1          |
| 2006-07   | Thomas Vanek                         | Buffalo Sabres                       | AS                                   | +47                                  | 1          |
| 2007-08   | Pavel Dacjuk                         | Detroit Red Wings                    | C                                    | +41                                  | 1          |

## Leader Plus-minus

### Leader Plus-minus (dal 2008)
| C | Centro | AD | Ala destra | AS | Ala sinistra | D | Difensore | P | Portiere |

     Giocatore ancora in attività nella NHL.
| Stagione | Giocatore        | Squadra             | Posizione | Plus/minus | Vittoria # |
| -------- | ---------------- | ------------------- | --------- | ---------- | ---------- |
| 2008-09  | David Krejčí     | Boston Bruins       | C         | +37        | 1          |
| 2009-10  | Jeff Schultz     | Washington Capitals | D         | +50        | 1          |
| 2010-11  | Zdeno Chára      | Boston Bruins       | D         | +33        | 1          |
| 2011-12  | Patrice Bergeron | Boston Bruins       | C         | +36        | 1          |
| 2012-13  | Pascal Dupuis    | Pittsburgh Penguins | AD        | +31        | 1          |
| 2013-14  | David Krejčí     | Boston Bruins       | C         | +39        | 2          |
| 2014-15  | Max Pacioretty   | Montreal Canadiens  | AS        | +38        | 1          |
| 2014-15  | Nikita Kučerov   | Tampa Bay Lightning | AD        | +38        | 1          |

### Leader Plus-minus (1967-1982)
Prima del 1983 non esisteva alcun premio per il leader della classifica del plus/minus. La NHL iniziò a conteggiare la speciale statistica a partire dal 1967, e qui sono riportati i giocatori in testa alla graduatoria nelle stagioni 1967-1982.

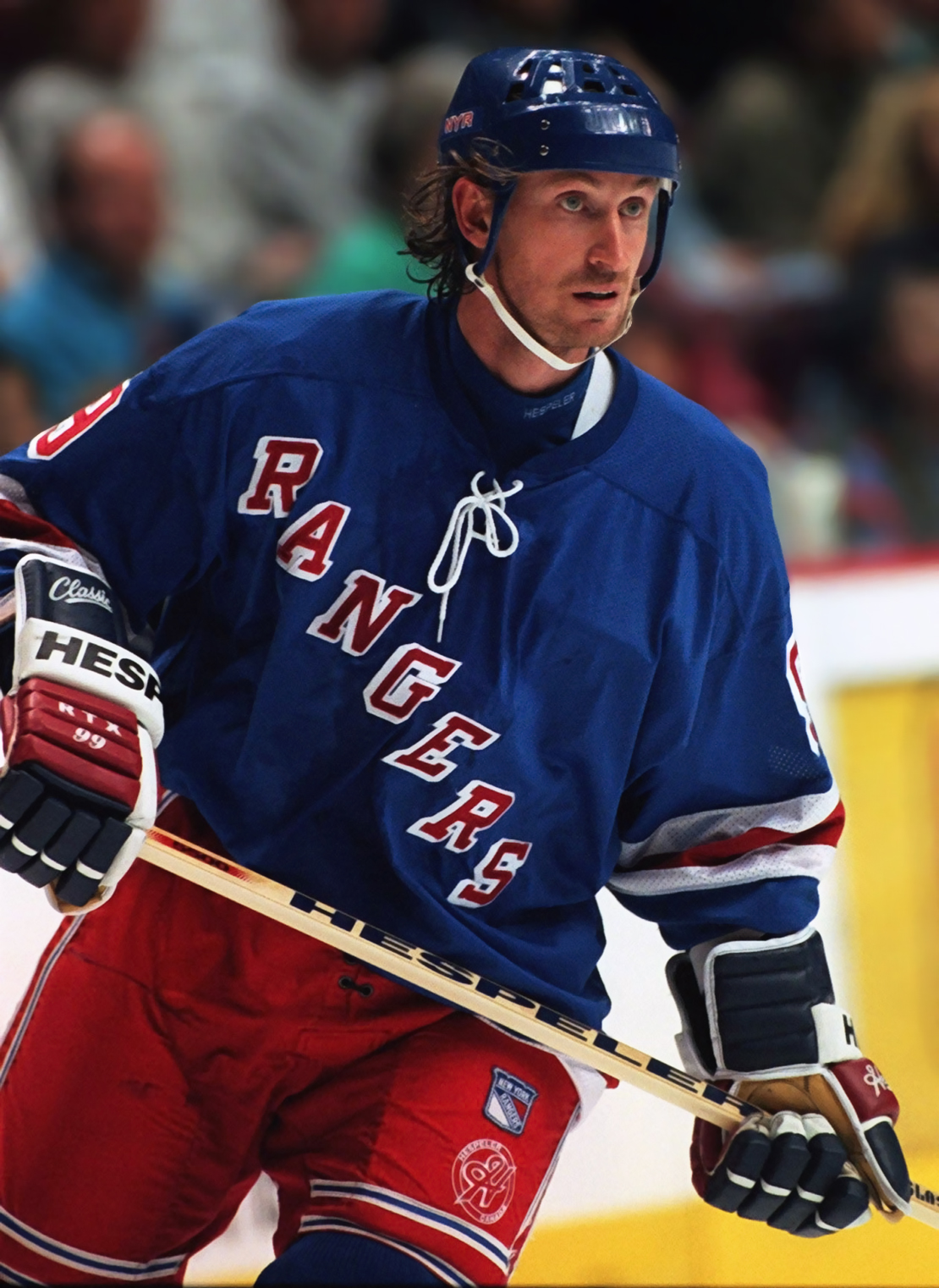
Wayne Gretzky, tre volte vincitore (quattro volte leader)

| Stagione | Giocatore          | Squadra             | Posizione | Plus/minus | Vittoria # |
| -------- | ------------------ | ------------------- | --------- | ---------- | ---------- |
| 1967-68  | Dallas Smith       | Boston Bruins       | D         | +33        | 1          |
| 1968-69  | Bobby Orr          | Boston Bruins       | D         | +65        | 1          |
| 1969-70  | Bobby Orr          | Boston Bruins       | D         | +54        | 2          |
| 1970-71  | Bobby Orr          | Boston Bruins       | D         | +124       | 3          |
| 1971-72  | Bobby Orr          | Boston Bruins       | D         | +86        | 4          |
| 1972-73  | Jacques Laperrière | Montreal Canadiens  | D         | +78        | 1          |
| 1973-74  | Bobby Orr          | Boston Bruins       | D         | +84        | 5          |
| 1974-75  | Bobby Orr          | Boston Bruins       | D         | +80        | 6          |
| 1975-76  | Bobby Clarke       | Philadelphia Flyers | C         | +83        | 1          |
| 1976-77  | Larry Robinson     | Montreal Canadiens  | D         | +120       | 1          |
| 1977-78  | Guy Lafleur        | Montreal Canadiens  | AD        | +73        | 1          |
| 1978-79  | Bryan Trottier     | New York Islanders  | C         | +76        | 1          |
| 1979-80  | Jim Schoenfeld     | Buffalo Sabres      | D         | +60        | 1          |
| 1980-81  | Brian Engblom      | Montreal Canadiens  | D         | +63        | 1          |
| 1981-82  | Wayne Gretzky      | Edmonton Oilers     | C         | +81        | 1          |